# (913) Otila
(913) Otila és un asteroide pertanyent al cinturó d'asteroides descobert el 19 de maig de 1919 per Karl Wilhelm Reinmuth des de l'observatori de Heidelberg-Königstuhl, Alemanya.
Està possiblement nomenat per una noia del calendari Lahrer Hinkender Pot.

## Característiques orbitals
Otila forma part de la família asteroidal de Flora.